# St. Matthäus (Vach)

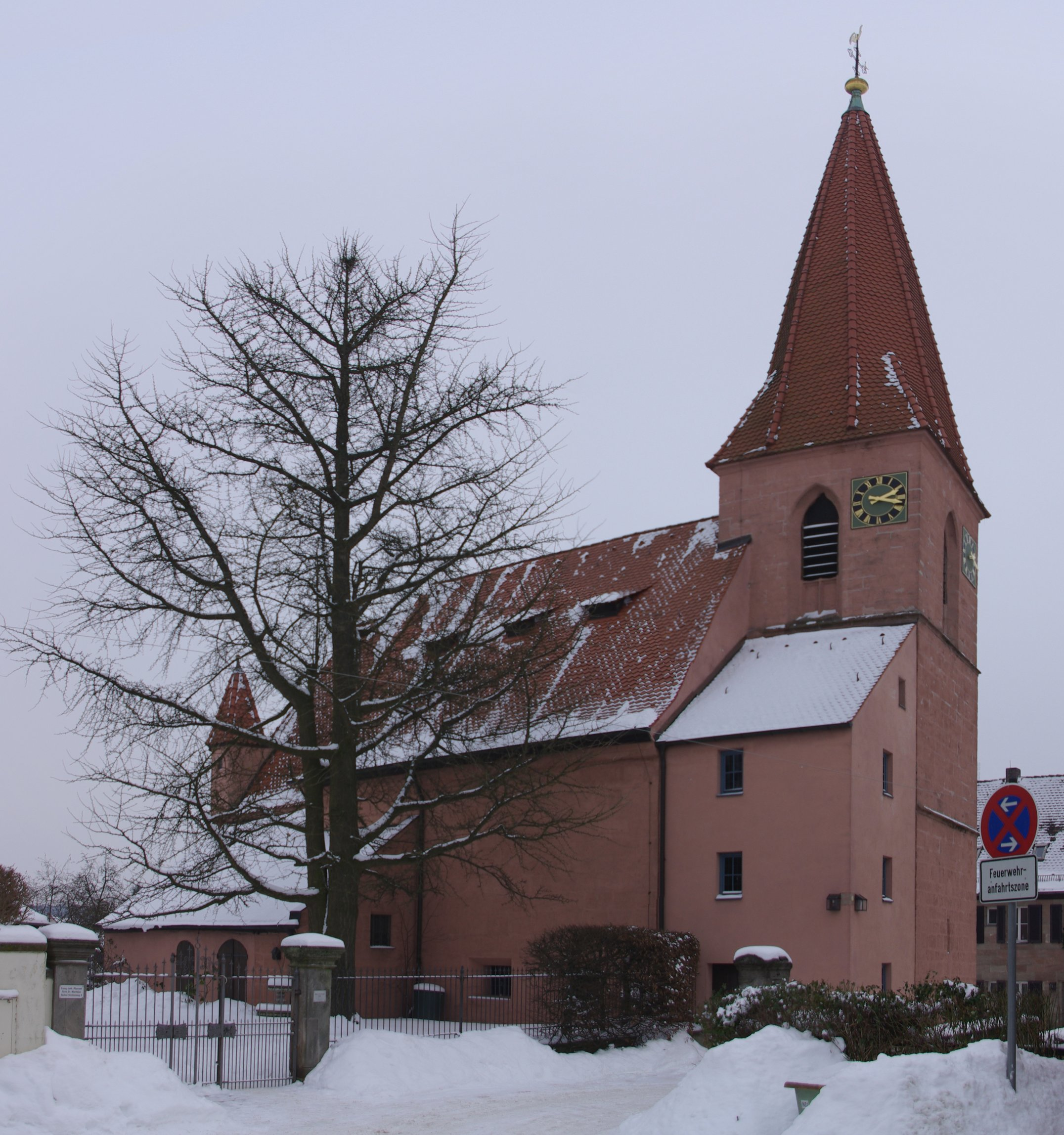
St. Matthäus (Vach)

Die denkmalgeschützte, evangelisch-lutherische Pfarrkirche St. Matthäus steht in Vach, einem Gemeindeteil der kreisfreien Stadt Fürth in Mittelfranken in Bayern. Die Kirche ist unter der Denkmalnummer D-5-63-000-1572 als Baudenkmal in der Bayerischen Denkmalliste eingetragen. Die Kirchengemeinde gehört zum Dekanat Fürth im Kirchenkreis Nürnberg der Evangelisch-Lutherischen Kirche in Bayern.

## Beschreibung
Die Saalkirche wurde im 15. Jahrhundert als Wehrkirche angelegt. Sie besteht heute aus einem Langhaus, das mit einem Satteldach bedeckt ist, einem eingezogenen, querrechteckigen Chor, der mit einem Walmdach bedeckt ist, aus dem sich an den Ecken zwei kleine Türme erheben, und einem dreigeschossigen Kirchturm im Westen, der mit einem achtseitigen Knickhelm bedeckt ist. Sein oberstes Geschoss beherbergt die Turmuhr und den Glockenstuhl, in dem vier Kirchenglocken hängen:
| Gewicht (kg) | Durchmesser (cm) | Gießjahr | Inschrift                                      |
| ------------ | ---------------- | -------- | ---------------------------------------------- |
| 850          | 110              | 1791     |                                                |
| 400          | 86               | 1951     | SELIG SIND DIE TOTEN, DIE IN DEM HERRN STERBEN |
| 290          | 80               | 1966     | ER IST UNSER FRIEDEN                           |
| 220          | 72               | 1966     | LASSET DIE KINDER ZU MIR KOMMEN                |

An der Nordseite des Kirchturms wurde 1895/96 ein Treppenturm angebaut. Der Innenraum des Langhauses ist mit einem spitzbogigen, hölzernen Tonnengewölbe überspannt. An der Westseite befindet sich eine doppelstöckige Empore, an der Nordseite eine dreistöckige. Der Innenraum des Chors ist mit einem Kreuzrippengewölbe überspannt. 
Zur Kirchenausstattung gehören der 1708 gebaute Altar, die 1707 errichtete Kanzel und der um 1700 entstandene barocke Taufengel im Chor. Die Orgel mit 16 Registern, zwei Manualen und einem Pedal wurde 1980 von Günter Ismayr im alten Prospekt eingebaut.